# Nego Mateus e Catirina
Nego Mateus (Ou ainda Pai Mateus, Pai Francisco ou Pai Chico) e Catirina, são personagens recorrentes em diversos folguedos dramáticos do Brasil, em especial cavalo-marinho, folia de reis e boi-bumbá. Arquétipos de escravos (ou empregados de fazendas) durante o período colonial, Mateus costuma ser retratado de maneira jocosa, demonstrando rapidez mental e capacidade de solucionar problemas com perspicácia. Catirina, por seu turno, caracteriza-se, no mais das vezes, pela licenciosidade, sendo esposa simultânea de Mateus e outros personagens do folguedo.
No bumba-meu-boi de algumas regiões, no entanto, Mateus pode ser caracterizado pela moralidade acentuada, enquanto Catirina, sua esposa, é o arquétipo da mulher leviana, que desvia o marido do bom caminho. Seja como for, os brincantes que encarnam os personagens pintam o rosto de negro, trajam vestimentas coloridas - nas quais se destacam a profusão de fitas pendentes - e envolvem a cintura com folhas de bananeira, dando volume as nádegas.